# Häfen Niedernwöhren

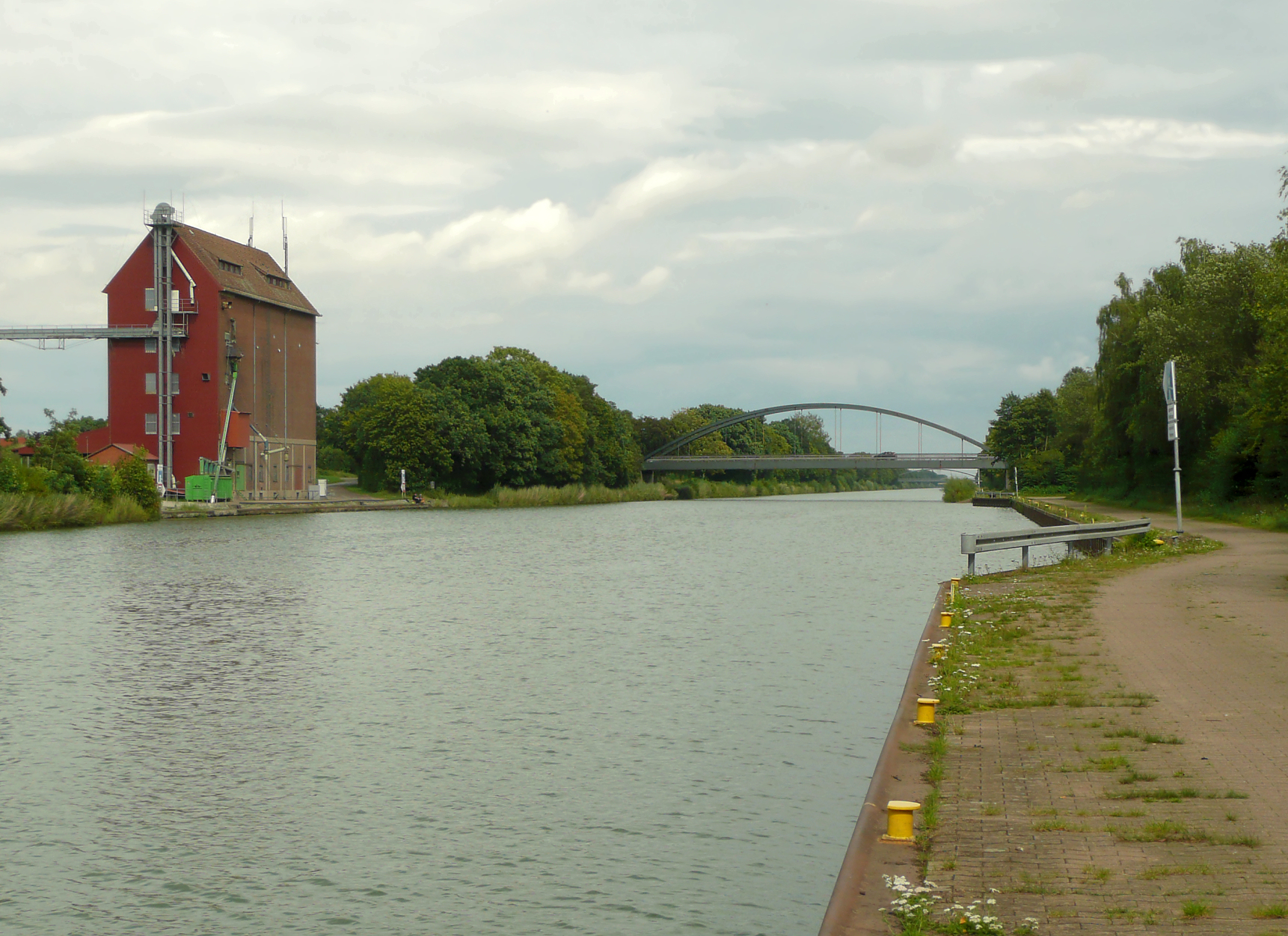
Hafen Pollhagen mit Silo

Die Häfen Niedernwöhren umfassen zwei Länden auf dem Gebiet der Gemeinde Niedernwöhren im Landkreis Schaumburg, Niedersachsen.

## Geographie
- Karte mit allen Koordinaten:
- OSM |
- WikiMap

Die Häfen Niedernwöhrens liegen an zwei räumlich getrennten Standorten nördlich und nordöstlich des Ortskernes auf einer Höhe von 50,3 m ü. NHN an der Bundeswasserstraße Mittellandkanal (MLK).
| Lage: Gewässer – km | Hafen:  | Beschreibung    | Kailänge                         | Ausstattung                                                                                        |
| ------------------- | ------- | --------------- | -------------------------------- | -------------------------------------------------------------------------------------------------- |
| MLK 119 Süd         | Lände ⊙ | Hafen Wiehagen  | 160 m, Kaimauer                  | Mobilkran, Fördereinrichtungen für Schüttgut, Hallen- und Freilagerflächen, Silos, Wendeplatz 70 m |
| MLK 123,5 Nord      | Lände ⊙ | Hafen Pollhagen | 85 m, Kaimauer + 220 m gespundet | Schüttgutförderpumpe, Mobilkran, Frei- und Hallenlagerflächen, zwei Liegeplätze                    |

## Geschichte
Um 1916 ging der Mittellandkanal bei Niedernwöhren in Betrieb, nachdem bereits in den Jahren 1912 bis 1914 die ersten Länden gebaut worden waren. Die ehemals selbstständige Gemeinde Pollhagen wurde hierdurch zweigeteilt. Nach dem Ersten Weltkrieg und in der Zwischenkriegszeit siedelte sich zaghaft Gewerbe an, hauptsächlich für den Umschlag von Baustoffen, Agrarprodukten und Kohle.
Im Zuge der Kriegsrüstung zum Zweiten Weltkrieg entstand in Pollhagen das Reichsnährstandsilo. Seit 1935 betreibt der heutige Raiffeisen Landbund den Hafen Wiehagen, der im Krieg unbeschädigt blieb. Im April 1945 wurden die Häfen zunächst von der britischen Armee besetzt, aber bereits 1946 wieder zurückgegeben und von den Gemeinden wurden langfristige Pachtverträge mit den jeweiligen Betreibern geschlossen.
In den 1960er Jahren erfolgte im Zuge von Ertüchtigungs- und Ausbauarbeiten des Kanales eine Modernisierung der Umschlagstellen.
Mit der Eingemeindung von Pollhagen kam 1974 der zweite Hafen Niedernwöhrens hinzu.
Seit den 2000er Jahren gerieten die Niedernwöhrener Häfen immer wieder, vor allem durch Feuersbrünste mit hohen Sachschäden, vermehrt in die Schlagzeilen.
- In Wiehagen brannte es im September 2006 in der dortigen Kreiskompostanlage am Hafen, die allerdings westlich teilweise bereits auf dem Ortsgebiet von Meerbeck liegt.[7]
- 2012 kam es sowohl zu einer Verpuffung in einem Silo, als auch zu einem Brand in einer Pellet-Anlage.[8]
- Am 14. und/oder 16. Dezember 2015 ereigneten sich einer oder zwei weitere Brände an Bord von am Hafen liegenden Schiffen. Die Presseberichte und Einsatzberichte der Rettungskräfte sind hierzu widersprüchlich, ob dies im Hafen Wiehagen,[9] an der Lände Pollhagen,[10][11] oder an beiden in enger zeitlicher Abfolge geschah.

## Gewerbe und Infrastruktur
Heute bestehen an den Häfen Niedernwöhrens kleine Gewerbegebiete, die die Hafenanlagen mit wichtiger Infrastruktur ergänzen. Die Häfen sind hauptsächlich für den Umschlag von Baustoffen, Forst- und Agrarerzeugnissen, Düngemitteln und Kompost eingerichtet. Betrieben werden die Häfen von der Raiffeisen Landbund eG und dem zentralen Bio-Kompostwerk des Landkreises Schaumburg. Etwa 1.400 Forst- und landwirtschaftliche Betriebe aus der Umgegend schlagen dort ihre Güter um.
Es werden dort jeweils ein Mobilkran, Förderbänder und Umschlagseinrichtungen für Schüttgüter bspw. Getreide vorgehalten. An den Kaimauern können drei Gütermotorschiffe mit bis zu 4 m Tiefgang gleichzeitig festmachen und abgefertigt werden. Es besteht westlich des Wiehagener Hafen eine Wendebucht für Schiffe bis zu 70 m Länge und in Pollhagen können auf der gegenüberliegenden Uferseite zwei weitere Großmotorgüterschiffe stillliegen.
Nur selten nutzt auch die Personenschifffahrt die Lände Wiehagen. Für die Freizeitschifffahrt sind die Häfen nur für kurze Zwischenstopps geeignet.

## Verkehr
Gemeindestraßen verbinden die Häfen zu der einige Kilometer südlich verlaufenden Bundesstraße 65 und der Bundesautobahn 2. Eine sporadische ÖPNV-Anbindung haben die Hafenteile in 600 bzw. 1.300 m Entfernung.
Bahnanschlüsse bestehen in beiden Häfen weder für den Güter- noch für den Personenverkehr.